# Bathymetrie

De verschillende kleuren die gebruikt worden in zeekaarten voor land (geel), droogvallingen (groen) en waterdieptes (blauw en wit)

Bathymetrie (Grieks: βαθύς - "diep" en μέτρον - "maat") is het opmeten van de topografische hoogte van de zeebodem. Het is een specialisme binnen de geodesie met de vervaardiging van zeekaarten als doel. Bathymetrie behoort tot het veel bredere vakgebied hydrografie. In de praktijk is bathymetrie het onderwater-equivalent van hoogtemeting.

## Aanduiding op kaarten

Voorbeeld bathymetrische kaart van de Adriatische Zee

Dieptes worden aangegeven met dieptelijnen en numerieke aanduidingen. De gemeten dieptes worden herleid naar het reductievlak. In de kaart worden dieptelijnen en ondiep water lichtblauw gekleurd. Wat wordt gezien als ondiep water hangt af van de schaal. Droogvallingen worden aangegeven in groen.

## Meetwijze

### Handlood
Vroeger werden lodingen – de metingen van de waterdieptes – genomen met een handlood. Van veel oudere en ook wel nieuwere kaarten is dit nog steeds de basis. Bij deze manier van werken werden rotspunten en andere ondieptes gemakkelijk over het hoofd gezien. Voor minder drukke vaarwateren en afgelegen gebieden bestaat de kans dan ook dat niet alle voor de navigatie relevante ondieptes in de kaart staan.

### Echolood

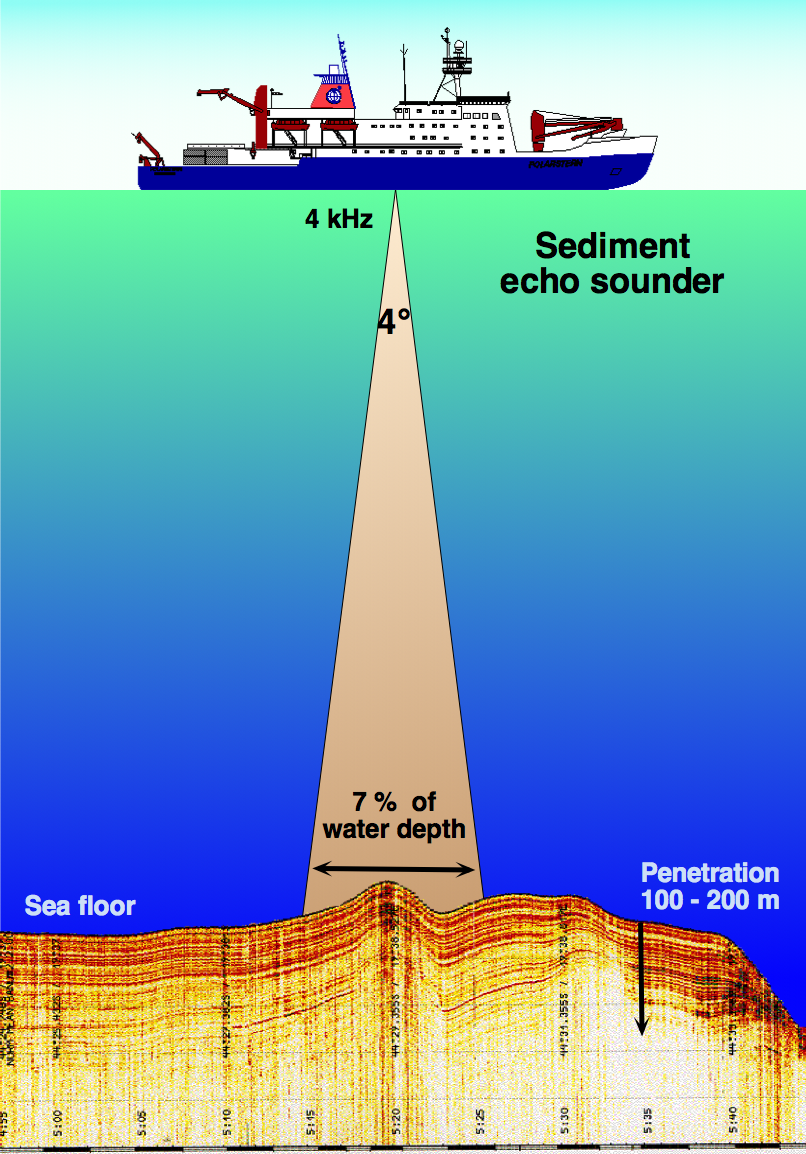
Echolood

Latere hydrografische opnamen werden gemaakt met een echolood. Hierbij wordt de waterdiepte bepaald aan de hand van een geluidstrilling die verticaal naar beneden wordt uitgezonden, door een voor dit doel aangebrachte transducer. De propagatiesnelheid van deze trilling door het water bedraagt 1500 meter per seconde. Door het nauwkeurig meten van de echotijd, dat is de tijd tussen het zenden en ontvangen van een trilling, kan het echolood de diepte bepalen. Hierbij kunnen nog steeds ondieptes over het hoofd worden gezien.

### Side scan sonar
Tegenwoordig wordt veel gebruikgemaakt van side scan sonar, waarmee de kans dat een ondiepte over het hoofd wordt gezien minimaal is. Deze sonar bestaat uit een processing unit, een sleep- en datakabel en een sonarvis. De sonarvis is aan beide zijden voorzien van een omzetter. Deze zendt een akoestisch signaal uit, dwars op richting waarin de meetvis door het water wordt gesleept. Vervolgens wordt deze bundel, na reflectie op de bodem, weer ontvangen door de sonarvis. Het voordeel hierbij is dat er maar een klein segment van de bodem niet wordt gemeten.
Het grootste deel van de oceanen is echter niet op de meest nauwkeurige manier in de kaart gebracht. Hier zijn de dieptes nog steeds gebaseerd op sporadische en onnauwkeurige metingen. De kans is dan ook niet onaanzienlijk dat er zich gevaarlijke ondieptes bevinden in deze wateren. Daarnaast speelt ook dat schepen en daarmee ook de diepgang door de jaren heen groter zijn geworden. In 1999 stootte de Mighty Servant 2 bij Berhala (Indonesië) op een niet in de kaart staande rotspunt. In de kaart was wel vermeld dat niet alle ondieptes waren aangegeven. Ook in minder afgelegen gebied kan dit echter voorkomen, zoals bleek toen het valpijpschip Rocknes in 2004 kapseisde bij Bergen na op een niet in de kaart staande rots gestoten te zijn. De ondiepte was opgemerkt en op de meest recente kaarten wel opgenomen, maar de kapitein op de Rocknes baseerde zijn informatie op oude kaarten. In 1973 voer het vrachtschip Muirfield op een onderzeese berg – later Muirfield Seamount genaamd – in de Indische Oceaan waar de kaartdiepte meer dan 5000 meter was.